# هوس نرجسي (فلم)
فلم «ايجو مانيا» (الهوس النرجسي) (بالإنجليزية: egomanai) هو الحلقة الأولى من سلسلة وثائقية مكونة من ثلاثة أجزاء، عُرض على القناة الرابعة البريطانية ويتحدث عن الأشخاص الذين تم تشخيصهم باضطراب الشخصية النرجسية. أما الجزءان الآخران من السلسلة، فقد أطلق عليهما اسم «بايرومانيا» (هوس الحرائق) و «إروتومانيا» (هوس العشق).
الفيلم من إخراج مارك سولدينجر (Mark Soldinger) ورواه الممثل برنارد هيل.
لم يُتقبل الفيلم بشكل جيد من قبل بعض النقاد.